# Georges Cottier
Georges Marie Martin kardinál Cottier OP (25. dubna 1922 Carouge – 31. března 2016 Řím) byl švýcarský římskokatolický kněz, dominikán, kardinál.

## Život
Pocházel z oblasti Ženevy z významné hodinářské rodiny. V Ženevě také vystudoval klasickou filologii. Řeholní sliby složil v roce 1945, kněžské svěcení přijal 2. července 1951. Pokračoval ve studiích v Římě a ve Švýcarsku, kde na sklonku padesátých let obhájil doktorandskou práci na téma „Ateismus u mladého Marxe a jeho hegelovský původ“. Později vyučoval na univerzitách v Ženevě a Fribourgu, hostoval také na frankofonních a italských akademických pracovištích. Jako odborný poradce se účastnil II. Vatikánského koncilu a působil v komisi pro dialog s nevěřícími. V roce 1986 byl jmenován členem Mezinárodní teologické komise a o tři roky později se stal jejím sekretářem. Od prosince 1989 do prosince 2005 byl teologem Papežského domu. Dne 20. října 2003 přijal biskupské svěcení, o den později při konzistoři ho papež Jan Pavel II. jmenoval kardinálem.